# Allium scabriflorum
Allium scabriflorum — вид трав'янистих рослин родини амарилісові (Amaryllidaceae), поширений у Туреччині.

## Поширення
Поширений у Туреччині.